# Municipio de Buford (Dakota del Norte)
El municipio de Buford (en inglés: Buford Township) es un municipio ubicado en el condado de Williams en el estado estadounidense de Dakota del Norte. En el año 2010 tenía una población de 74 habitantes y una densidad poblacional de 0,81 personas por km².

## Geografía
El municipio de Buford se encuentra ubicado en las coordenadas 48°0′14″N 103°55′14″O / 48.00389, -103.92056. Según la Oficina del Censo de los Estados Unidos, el municipio tiene una superficie total de 91.88 km², de la cual 87,53 km² corresponden a tierra firme y (4,74 %) 4,35 km² es agua.

## Demografía
Según el censo de 2010, había 74 personas residiendo en el municipio de Buford. La densidad de población era de 0,81 hab./km². De los 74 habitantes, el municipio de Buford estaba compuesto por el 85,14 % blancos, el 8,11 % eran amerindios y el 6,76 % eran de una mezcla de razas. Del total de la población el 1,35 % eran hispanos o latinos de cualquier raza.